# Harbatpur
Harbatpur är en ort i Indien.   Den ligger i distriktet Dehradun och delstaten Uttarakhand, i den norra delen av landet, 210 km norr om huvudstaden New Delhi. Harbatpur ligger 448 meter över havet och antalet invånare är 9 478.
Terrängen runt Harbatpur är platt åt nordost, men åt sydväst är den kuperad. Runt Harbatpur är det tätbefolkat, med 343 invånare per kvadratkilometer. Närmaste större samhälle är Pāonta Sāhib, 11,1 km väster om Harbatpur. I omgivningarna runt Harbatpur växer i huvudsak blandskog.